# Par condicio creditorum
La locuzione latina par condicio creditorum, secondo la legge italiana e in particolare nel diritto civile e in quello fallimentare italiano, (letteralmente "parità di trattamento dei creditori") esprime un principio giuridico in virtù del quale i creditori hanno uguale diritto di essere soddisfatti sui beni del debitore salve le cause legittime di prelazione.
Per assicurare la parità di trattamento, dal giorno della dichiarazione di fallimento nessuna azione individuale o esecutiva può essere iniziata o proseguita da questo o quel creditore. Il principio è accolto dal codice civile italiano all'art. 2741, che recita: «I creditori hanno eguale diritto di essere soddisfatti sui beni del debitore, salve le cause legittime di prelazione. Sono cause legittime di prelazione i privilegi, il pegno e le ipoteche». Ciò vale anche per azioni, non svolte direttamente dal soggetto fallito, che consentano indirettamente di rimborsare un singolo creditore con denaro, nei luoghi di proprietà ovvero per interposta persona su incarico del soggetto fallito: ad esempio con la cessione ad un creditore di crediti verso terzi vantati dal soggetto fallito.
Nello stabilire questo progetto di ripartizione si tiene conto anche dei debiti il cui termine di scadenza non sia ancora giunto: in considerazione della regola della decadenza del beneficio del termine essi si considerano come scaduti alla data di dichiarazione del fallimento. Il corso degli interessi resta sospeso agli effetti del fallimento, salvo che si tratti di crediti garantiti.
In buona sostanza, l'art. 2741 identifica due categorie di creditori: la prima è quella dei creditori titolari di un diritto di prelazione, i quali, in forza di tale diritto, verranno soddisfatti prima degli altri creditori e per l'intero credito vantato. La seconda categoria è quella dei creditori chirografari, i quali verranno soddisfatti in subordine rispetto ai privilegiati e in proporzione e non per l'intero. 
Con la riforma del diritto fallimentare il principio della par condicio creditorum viene profondamente innovato, in quanto è possibile suddividere i creditori per classi omogenee; ad esempio creditori finanziari, fornitori ecc. La par condicio creditorum resta un concetto valido solo all'interno di una medesima classe, ma i creditori di una classe possono, previa votazione di assemblea separata, approvare un trattamento differenziato. Ciò riguarda i crediti sorti prima della dichiarazione di fallimento (crediti concorsuali). Diverso trattamento hanno i crediti sorti nel corso della procedura in conseguenza dell'attività degli organi fallimentari, quali un compenso al curatore. Questi crediti sorgono nei confronti della massa fallimentare e devono essere soddisfatti con prededuzione.
La differenza più significativa tra procedura esecutiva singolare e procedura esecutiva fallimentare è che in quella singolare l'applicazione del principio della par condicio è meramente eventuale, vale a dire subordinata al verificarsi del concorso fra creditori, dal momento che la procedura esecutiva singolare può essere iniziata anche da un solo creditore senza che ne intervengano altri. Ciò non vale in ambito fallimentare, perché in questo caso la legge dispone che vi sia un curatore fallimentare tenuto ad avvisare tutti i creditori (è logico che spetterà al creditore valutare la convenienza della sua insinuazione nella procedura fallimentare).
La legge consente ai creditori di compensare con i loro debiti verso il fallito i crediti che essi vantano verso il medesimo. La compensazione ha lo stesso effetto della garanzia del credito.